# Шталаг

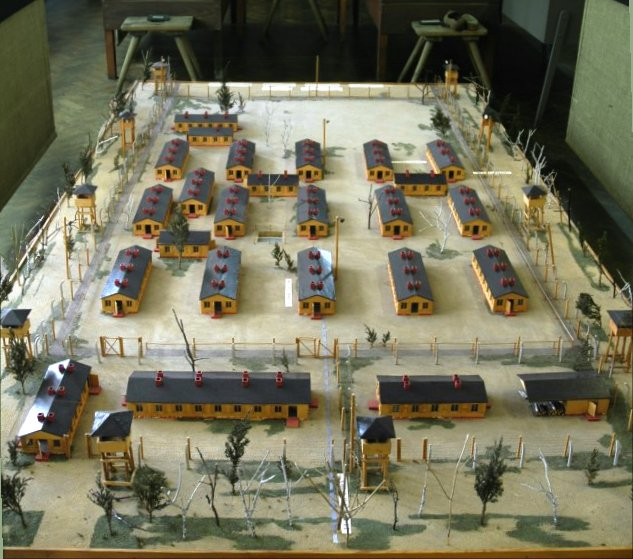
Макет лагеря Шталаг Люфт III, находившегося в Нижней Силезии, Германия (ныне территория Польши). Экспонат музея, расположенного рядом с местом, где находился лагерь. Использовался для съёмок фильма «Великий побег»

Штала́г (нем. Stalag, сокращение от нем. Stammlager — основной лагерь) — общее название лагерей германской императорской армии и вермахта для военнопленных рядового и сержантского состава, создававшихся в Первую и Вторую мировую войну согласно Третьей Женевской конвенции 1929 года и её предшественнице, Гаагской конвенции 1907 года. Как исключение, в шталагах содержались также гражданские лица призывного возраста, захваченные на оккупированных территориях в ходе полицейских акций. В шталагах проводилось особо массовое истребление советских военнопленных — многие историки объясняют это тем, что СССР не подписал Женевскую конвенцию, которую ратифицировали 47 стран. СССР 25 августа 1931 года подписал только одно из соглашений Женевской конвенции — «Об улучшении участи раненых и больных в действующих армиях», и продолжал придерживаться Гаагской конвенции. 
Индивидуальное название каждого шталага на территории третьего рейха состояло из римской цифры его военного округа и большой буквы латинского алфавита, согласно временной последовательности его создания (постройки). Шталаги на оккупированных территориях обозначались арабскими цифрами. Основной лагерь, как правило, имел вспомогательные лагеря или филиалы, которые в названии обозначали буквой «Z» (нем. Zweiglager — вторичный лагерь). Основной лагерь иногда в названии сопровождался буквой «H» (нем. Hauptlager). Различают три вида шталагов: непосредственно шталаг, фронтшталаг (нем. Frontstalag — фронтовой лагерь) и шталаг-люфт (нем. Stammlager Luft — лагерь люфтваффе).   

## История
Все шталаги находились в подчинении верховного командования Вооружённых сил нацистской Германии, а с ноября 1944 года — СС. В них содержались в заключении солдаты в звании рядовых и унтер-офицеры. В первое время лагеря были рассчитаны на размещение 10 000 человек каждый, позже средняя численность заключённых возросла до 30 000. В 1941 году в Германии располагалось 80 шталагов; в VI военном округе (Мюнстер) — в него также входил округ Зауэрланд —  восемь. Шталаги были региональными административными, транзитными и распределительными формированиями для организации работ заключённых в них военнопленных, а также для управления их жизнью.
Лагерь, как правило, разделялся на отделённые друг от друга забором из колючей проволоки секции в зависимости от места рождения, национальности и религиозной принадлежности заключённых. Часто заключённым, говорящим на одном языке, в частности, солдатам Британского содружества, разрешалось объединиться.
В шталагах создавались арбайткоманды (нем. Arbeitskommando) — трудовые отряды военнопленных для выполнения определенных работ или работы на конкретном промышленном объекте, в частности, на заводах, в угольных шахтах, карьерах, на фермах или железных дорогах. Трудовым отрядам присваивались номера из арабских цифр, которые соответствовали номерам батальонов охраны вермахта (нем. Landesschützen-Bataillone). Военнопленных лагерная биржа труда определяла в трудовые отряды после регистрации личных данных и поверхностного медицинского осмотра.
Бараки, в которых содержались заключенные, как правило, не были оборудованы к зимнему сезону. В них не было отопления, земля под ногами была голой. Стоял запах немытых человеческих тел и нечистот. Заключённым запрещалось покидать бараки в ночное время — за это могли расстрелять.
Во время посещения шталага XIII Б (Stalag XIII B) членами Комитета «Красного Креста» был зафиксирован дневной рацион узников из числа военнопленных: утром 2,5 грамма эрзац-кофе и 15 граммов сахара, в обед 30 граммов сушёной квашеной капусты, 500 граммов картофеля, 20 граммов соли, 11 граммов жира, вечером 60 граммов колбасы и один грамм эрзац-чая, 300 граммов хлеба на весь день.
8 ноября 1941 года интендант 18-й армии вермахта издал предписание об изготовлении для советских заключённых специального хлеба «G», на 25 % состоявшего из опилок.
Одним из самых известных шталагов был Stalag XB, расположенный недалеко от Зандбостеля на северо-западе Германии. Лагерь был создан на болотистой местности с влажным и холодным климатом. В период 1939—1945 годов через него прошёл 1 миллион военнопленных из 46 стран, около 50 000 человек умерли там от голода, болезней или были убиты.

## Известные шталаги
- Шталаг 301/Z
- Шталаг 304
- Шталаг 313
- Шталаг 338
- Шталаг 351
- Шталаг 358
- Шталаг Люфт II
- Шталаг Люфт III
- Шталаг 352
- Шталаг 349

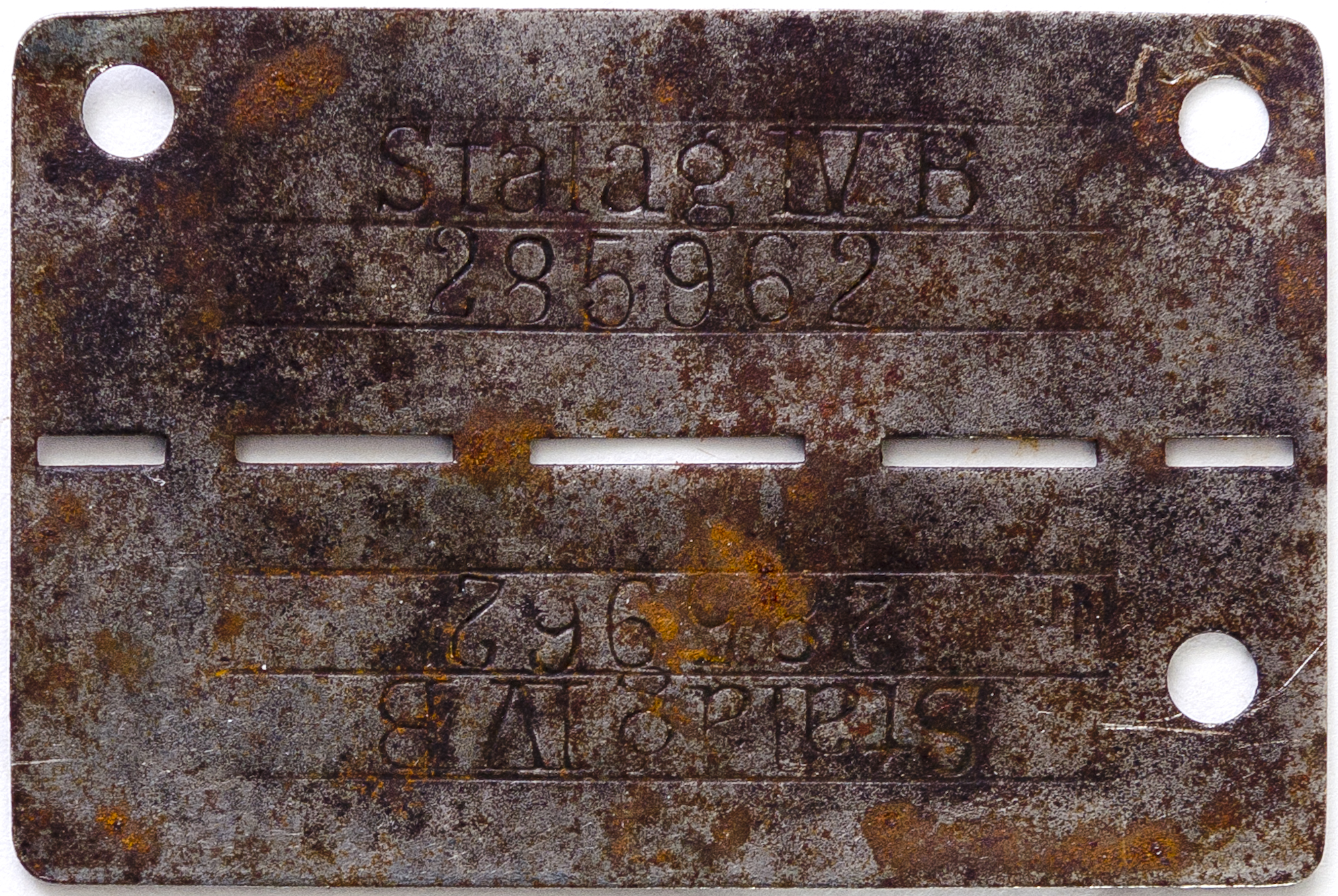
Номерной знак заключённого, лагерь Stalag IVB

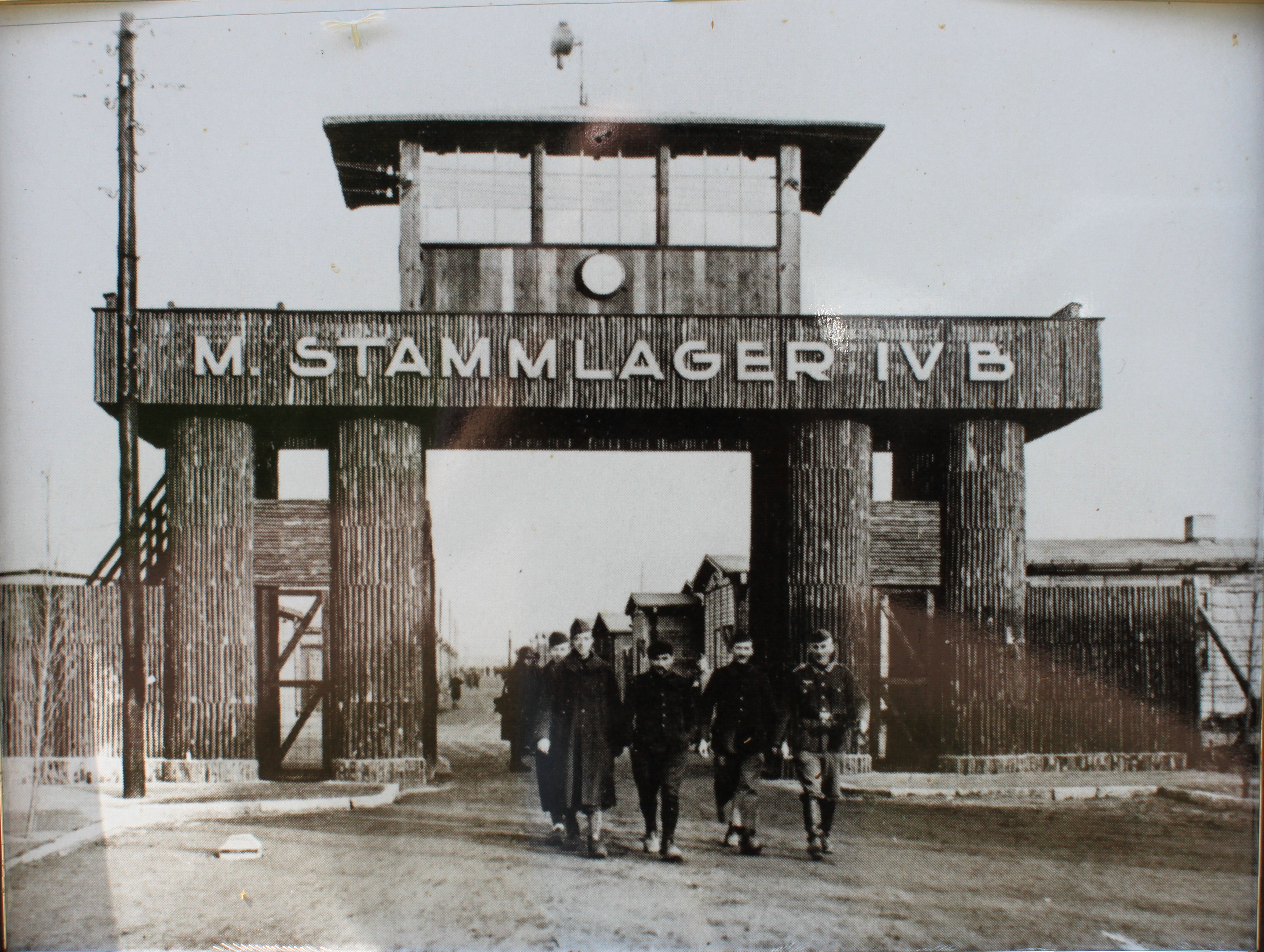
Главные ворота лагеря Stalag IV B (Мюльберг)
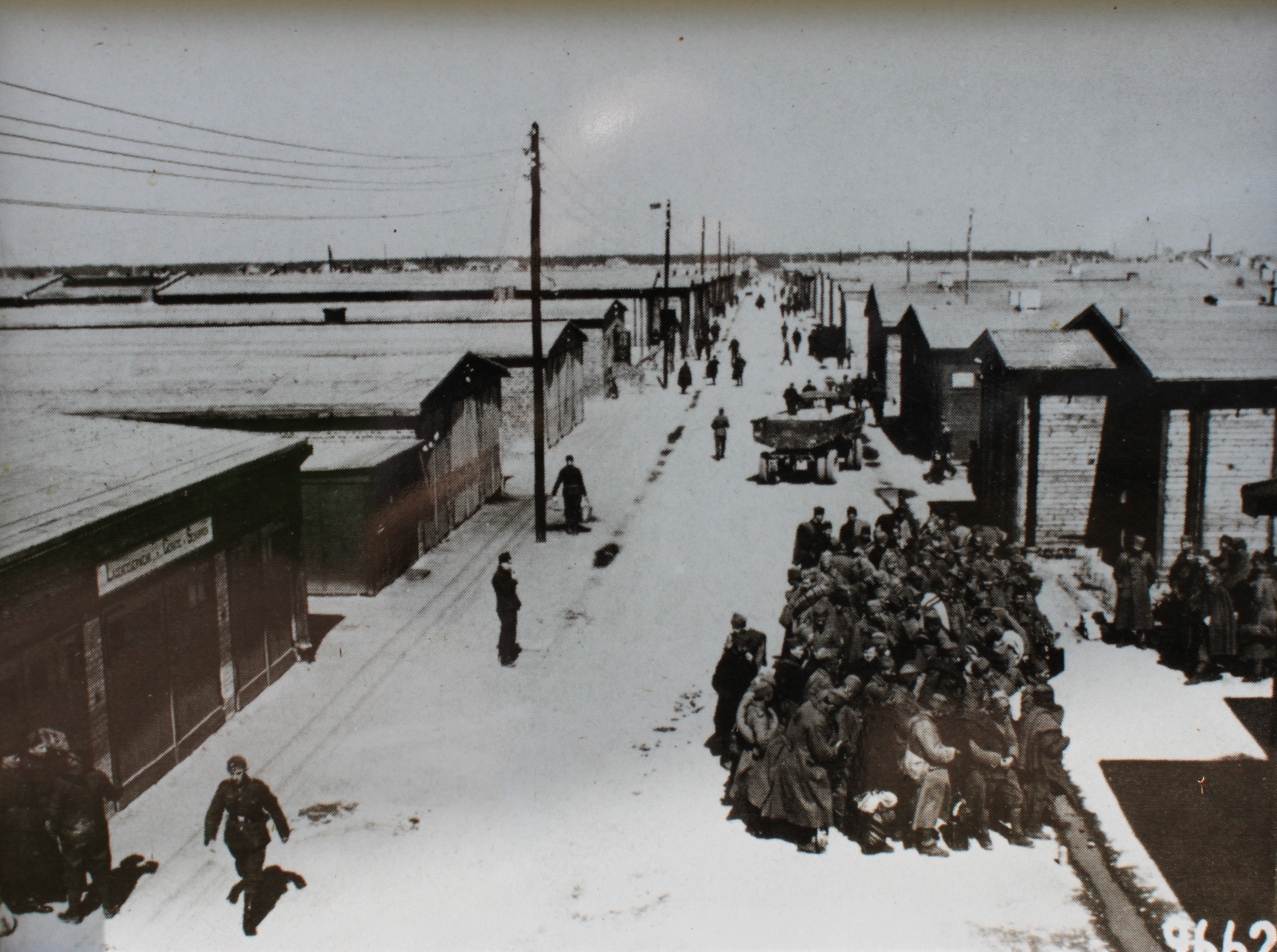
Главная улица лагеря Stalag IV B
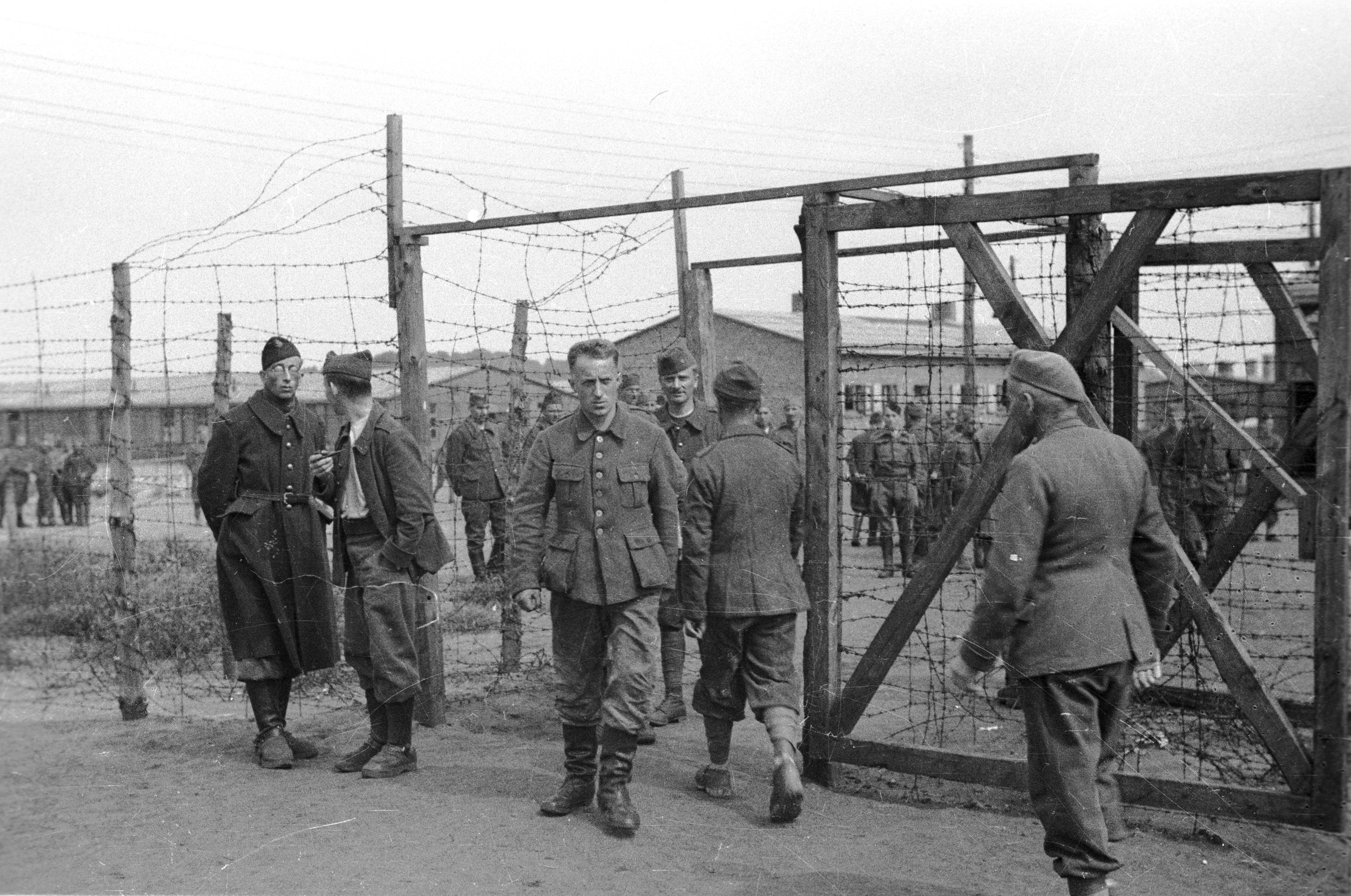
Ворота лагеря Stalag X B (Зандбостель)
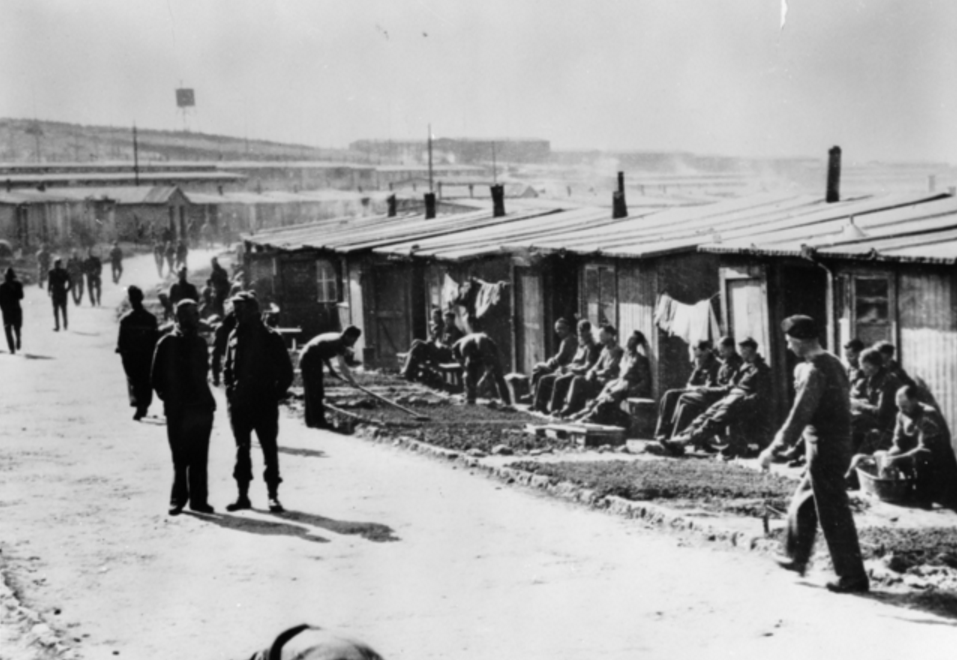
Улица в лагере Stalag 383
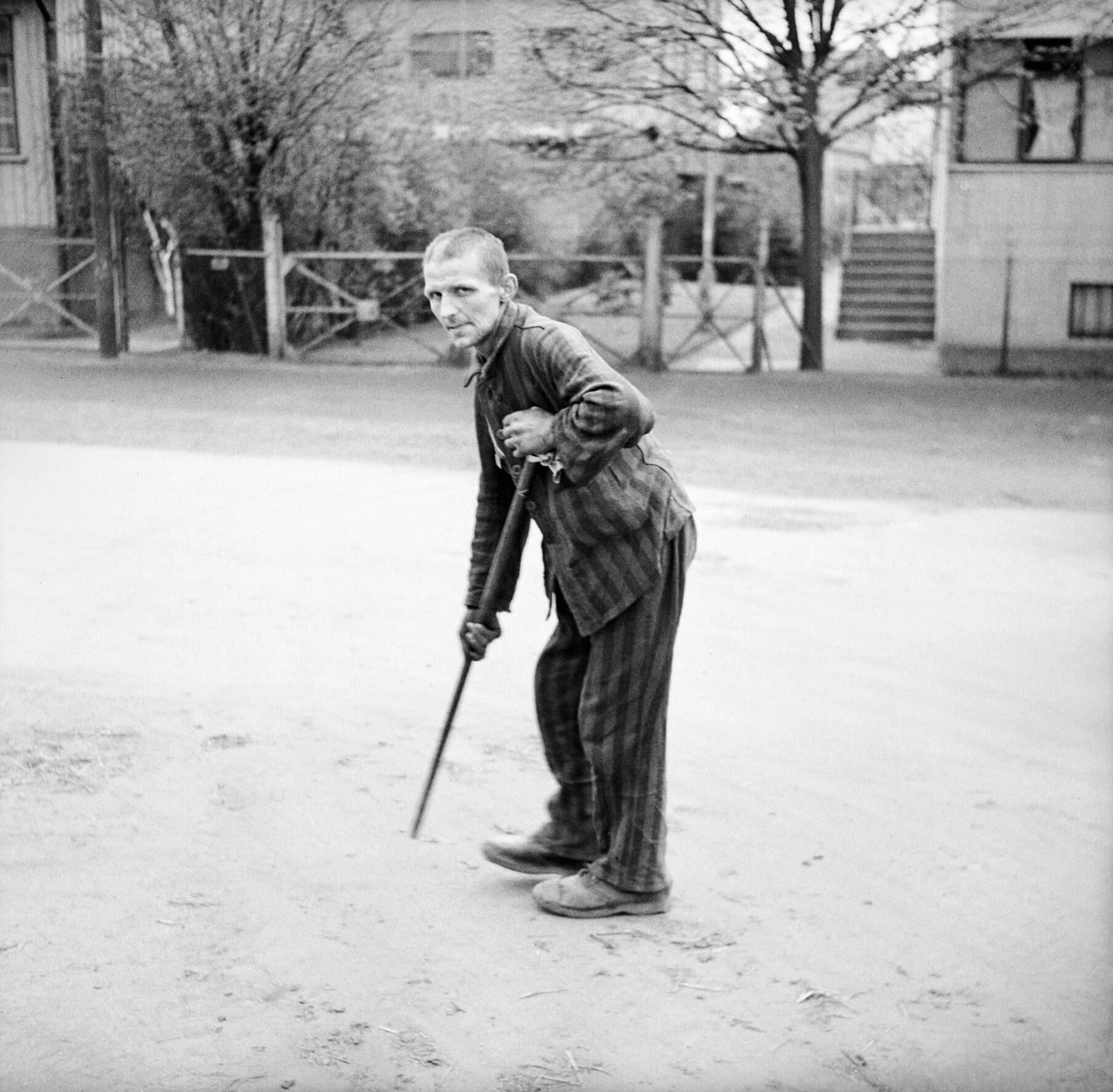
Русский военнопленный в лагерной одежде, Stalag XIB
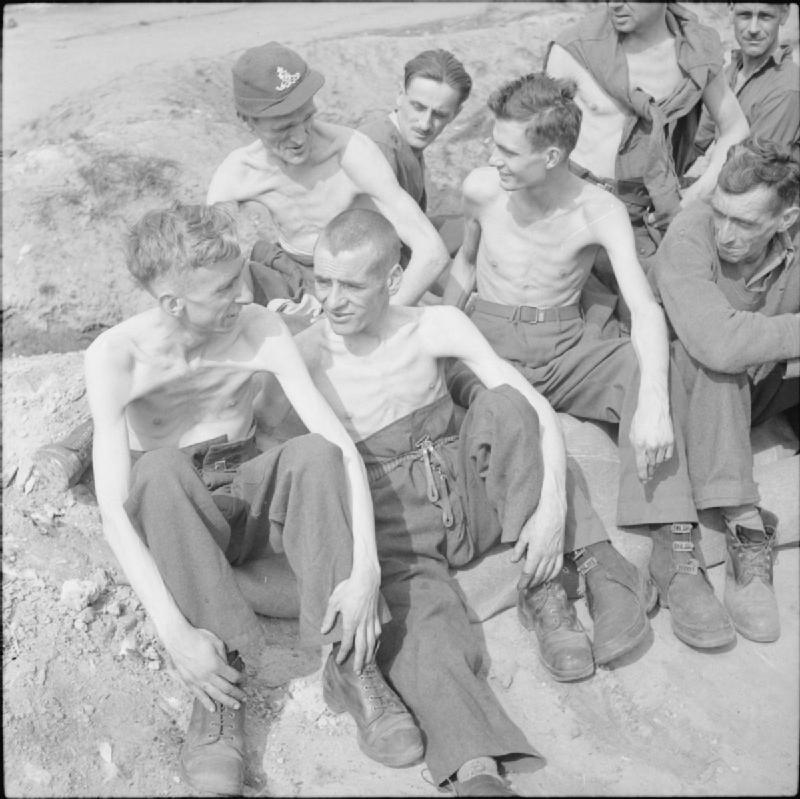
Освобождённые военнопленные лагеря Stalag XIB, 17 апреля 1945 г.